# Formica mucescens
Formica mucescens é uma espécie de formiga do gênero Formica, pertencente à subfamília Formicinae.